# Rödkindad prakttimalia
Rödkindad prakttimalia (Liocichla ripponi) är en fågel i familjen fnittertrastar inom ordningen tättingar. Den förekommer i bergstrakter i Sydostasien. Arten är nära släkt med och behandlades tidigare som en del av rostprakttimalian. Beståndet anses vara livskraftigt.

## Utseende och läte
Rödkindad prakttimalia är en rätt liten (21–23 cm) fnittertrast med mestadels brun fjäderdräkt men med iögonfallande scharlakansrött i vingar och stjärt samt i ansiktet. Hjässan är blågrå, gradvis övergående i gråtonat olivbrunt på ovansidan. Undersidan är mer gulaktigt beigegrå, på flanker, buk och undergump mer rökgrå. Undre stjärttäckarna är spetsade med orangeockra och undersidan av stjärten är mjölkigt skärbrun. Ögat är rött, näbben svart och benen grå. Arten är mycket lik rostprakttimalian, men denna är mer karmosinröd i ansiktet och dessutom i ett mindre område. Den har också tydligare längsgående svarta hjässband och är generellt brunare, alltså mindre grå på hjässan och inte lika ljus under.

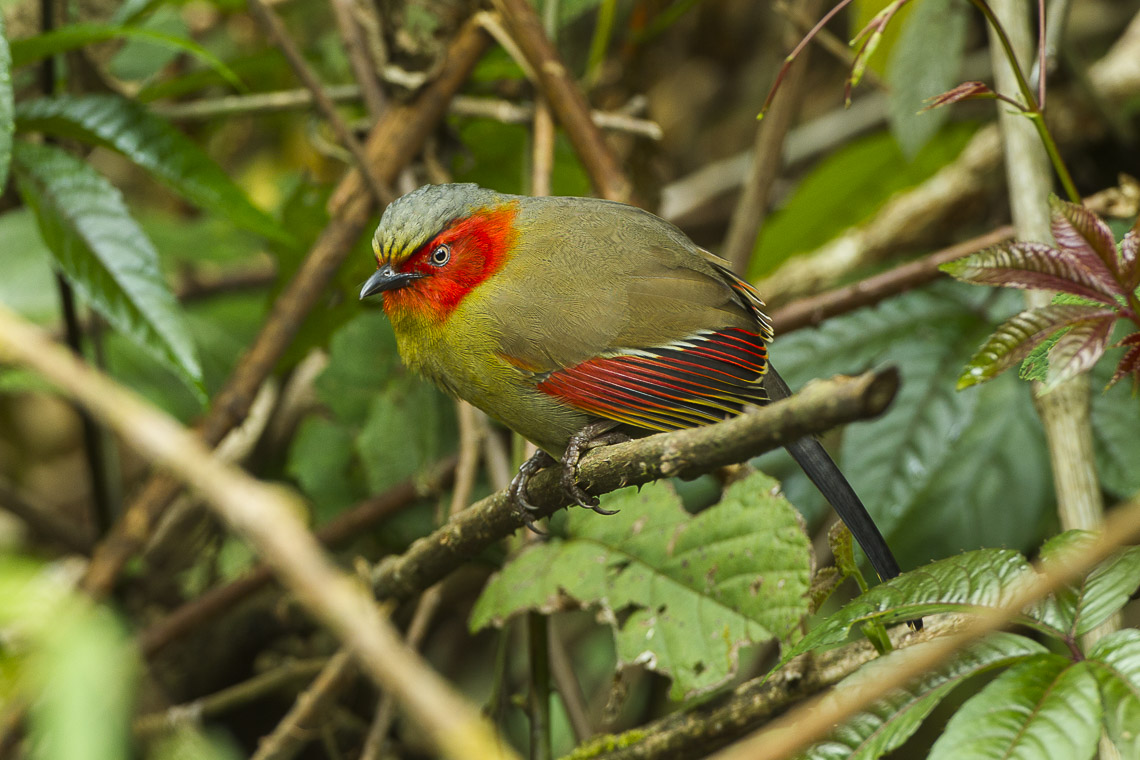

Sången är liksom rostprakttimalian en högljudd, vacker och klar serie men enklare. I engelsk litteratur finns den återgiven som "tiyúu-fwéé-túu", "chu’u-wiu-wúú", "pi-wíí-wu" samt fallande och sedan stigande "chiu-too-ee". Även nyfikna jamande"ji-uuuu" eller "chi-uuuu" hörs, eller fallande "tyúúúúu". Bland varningslätena hörs hårda raspiga toner.

## Utbredning och systematik
Rödkindad prakttimalia delas in i två underarter med följande utbredning:
- Liocichla ripponi wellsi – södra Kina (sydöstra Yunnan) till norra Laos och norra Tonkin
- Liocichla ripponi ripponi – östra Myanmar (Kachin till södra Shan) och nordvästra Thailand

Fågeln är systerart till rostprakttimalian (L. phoenicea) och har tidigare behandlats som underart till denna.

## Levnadssätt
Rödkindad prakttimalia hittas i bergstrakter i raviner, öppen skog, bambudjungel och nära sumpmarker, i Thailand på mellan 1400 och 2200 meters höjd. Den ses enstaka, i par och i små grupper med fyra till fem individer, beroende på årstid. Fågeln rör sig mycket diskret i undervegetationen eller på marken på jakt efter insekter, frukt, bär och frön.

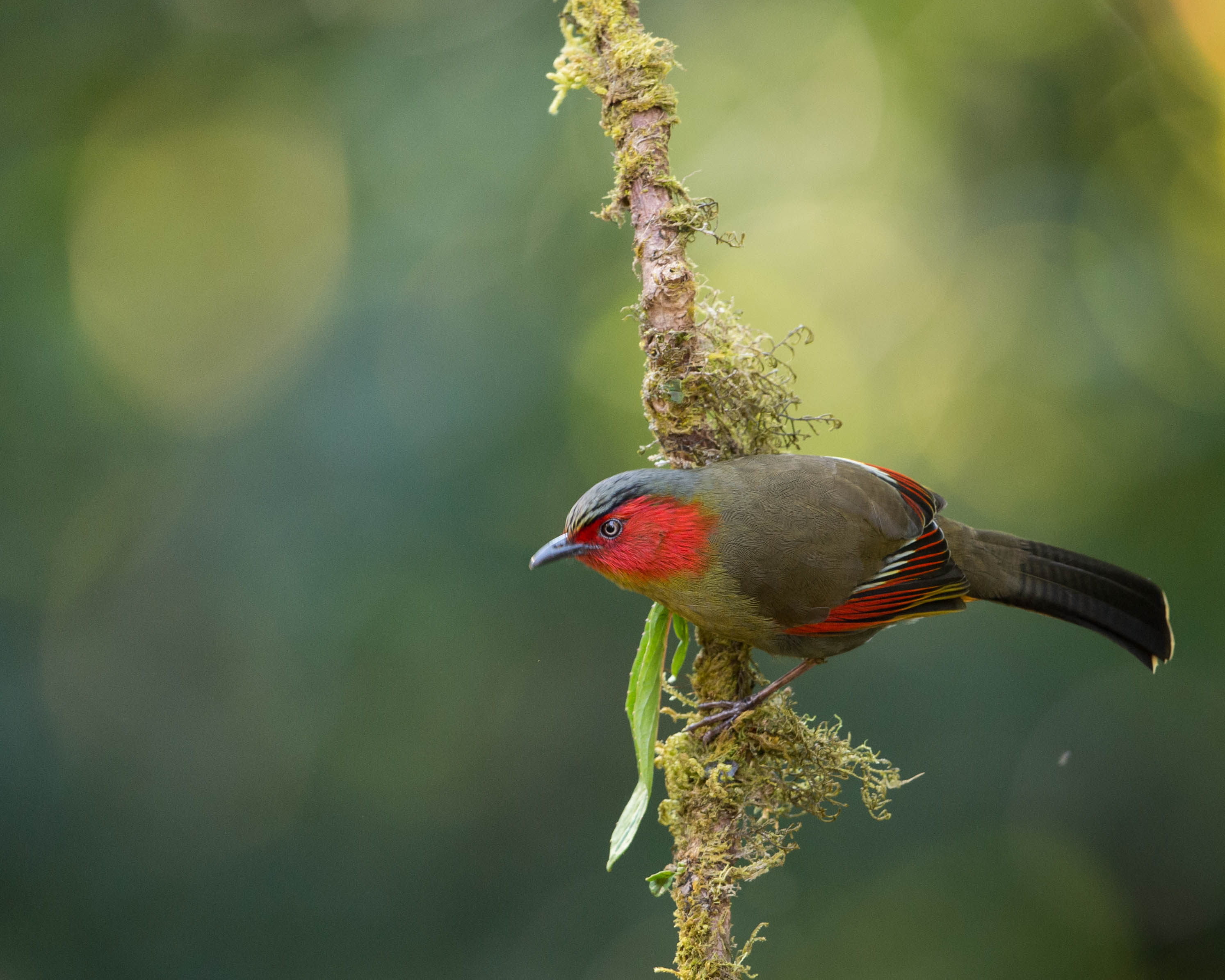

### Häckning
Rödkindad prakttimalia häckar mellan april och juni. Den placerar sitt skålformade bo cirka 0,6–1,5 meter ovan mark i ett sly, i en törnbuske eller i ett bambustånd. Däri lägger den tre ljusblå ägg med mörkröda streck och prickar.

## Status och hot
Arten har ett stort utbredningsområde och en stor population, men tros minska i antal, dock inte tillräckligt kraftigt för att den ska betraktas som hotad. Internationella naturvårdsunionen IUCN kategoriserar därför arten som livskraftig (LC).

## Namn
Fågelns vetenskapliga artnamn hedrar George C. Rippon (1861-1927), generallöjtnant i Storbritanniens armé i Indien och Burma 1880-1914.